# Marcel Brillouin
Marcel Louis Brillouin (Melle, 19 de dezembro de 1854 — Paris, 16 de junho de 1948) foi um físico e matemático francês.
Logo após o nascimento de Louis sua familia foi morar em Paris, onde ele depois estudou no Lycée Condorcet. Durante a Guerra Franco-Prussiana a familia fugiu, retornando a Melle. Após a guerra Louis estudou na École Normale Supérieure, de 1874 a 1878, sendo logo a seguir assistente de física no Collège de France, onde doutourou-se em 1881.
Pai do físico Léon Brillouin.
Participou por muitos anos da organização de exames para matemática (concours d'agrégation) em diversas localidades, até retornar à École Normale Supérieure em Paris. Foi professor de física matemática no Collège de France, de 1900 a 1931.
Foi eleito em 1921 membro da Académie des Sciences. Participou das quatro primeiras Conferências de Solvay, em Bruxelas.